# Успенский, Олег Владимирович
Олег Владимирович Успенский (29.11.1914, Святошино, Киевская губерния — 20 июня 2005, Москва) — советский авиаконструктор, двукратный лауреат Государственной премии СССР (1968, 1972).

## Биография
Окончил Московский техникум точной индустрии (1934) и Московский вечерний машиностроительный институт (1948).
Работал с 1932 года техником-конструктором на одном из заводов Наркомата авиационной промышленности. С 1942 года трудился на московском заводе № 118 (позднее — 3-й МПЗ, ОАО МНПК «Авионика»). В 1963 году назначен главным конструктором завода и работал на этой должности более 20 лет.
Занимался системами автоматического управления летательными аппаратами всех типов и классов. При его непосредственном участии и под его руководством разработаны: первый в СССР пневмогидравлический автопилот АПГ-1, автопилот АП-10, курсовой автомат АК-1, первый в СССР электронный автопилот АП-15, системы автоматического и дистанционного управления полетом летательных аппаратов нового поколения и навигационно-пилотажных комплексов.

## Награды
- Два ордена Ленина
- Орден Октябрьской Революции
- Три ордена Трудового Красного Знамени
- Орден «Знак Почёта»
- медали
- Золотой нагрудный знак почёта Национальной ассоциации авиаприборостроителей
- Лауреат Государственной премии СССР (1968, 1972)

## Память
На территории ОАО МНПК «Авионика» в 2007 году установлен бюст О. В. Успенскому, также предприятию присвоено его имя. Лучшим сотрудникам предприятия ежегодно вручается премия им. О. В. Успенского, проводится научно-практическая конференция его памяти.